# Paraclemensia
Paraclemensia — род чешуекрылых насекомых из семейства мино-чехликовых молей.

## Описание
Передние крылья темно-фиолетового цвета, с белым рисунком. Гениталии самца: вальва дистально сужена, с небольшим треугольным выступом на середине нижнего края, если вальва широкая, то винкулум не более чем в два раза длиннее вальвы.

## Систематика
В составе рода:
- Paraclemensia acerifoliella Fitch, 1854
- Paraclemensia caerulea Issiki, 1957
- Paraclemensia cyanea Nielsen, 1982
- Paraclemensia cyanella Zeller, 1850
- Paraclemensia europaea Davis, 1974
- Paraclemensia incerta Christoph, 1888
- Paraclemensia iridella Chambers, 1873
- Paraclemensia luteiceps Walker, 1863
- Paraclemensia monospina Nielsen, 1982
- Paraclemensia oligospina Nielsen, 1982
- Paraclemensia viridis Nielsen, 1982